# Municipio Boyuibe
Das Municipio Boyuibe ist ein Verwaltungsbezirk im Departamento Santa Cruz im südamerikanischen Anden-Staat Bolivien.

## Lage im Nahraum
Das Municipio Boyuibe ist eines von sieben Municipios der Provinz Cordillera und umfasst deren südwestlichen Bereich. Es grenzt im Süden an das Departamento Chuquisaca, im Osten und Norden an das Municipio Charagua und im Westen an das Municipio Cuevo.
Das Municipio erstreckt sich zwischen etwa 20° 04' und 20° 29' südlicher Breite und 62° 34' und 63° 31' westlicher Länge, seine Ausdehnung von Westen nach Osten beträgt bis zu 100 Kilometer und von Norden nach Süden bis zu 40 Kilometer.
Das Municipio umfasst dreizehn Gemeinden (localidades), der zentrale Ort des Municipios ist die Landstadt Boyuibe mit 3401 Einwohnern (Volkszählung 2012) am Südwestrand des Municipios.

## Geographie
Das Municipio Boyuibe liegt am Westrand des bolivianischen Tieflands vor den Vorgebirgsketten der südöstlichen Cordillera Central. Das Klima ist subtropisch und semihumid, die Temperaturen schwanken im Tagesverlauf und im Jahresverlauf nur begrenzt.
Die Jahresdurchschnittstemperatur beträgt 23 °C, mit monatlichen Durchschnittstemperaturen zwischen 17 und 18 °C von Juni bis Juli und über 26 °C von November bis Dezember (siehe Klimadiagramm Camiri). Der Jahresniederschlag beträgt knapp 900 mm, der Trockenzeit von Mai bis Oktober steht eine ausgeprägte Feuchtezeit von November bis April gegenüber, in der die durchschnittlichen Monatswerte 175 mm erreichen.

## Bevölkerung
Die Einwohnerzahl des Municipios ist zwischen 1992 und 2024 um mehr als die Hälfte angestiegen:
| Jahr | Einwohner | Quelle       |
| ---- | --------- | ------------ |
| 1992 | 3741      | Volkszählung |
| 2001 | 4031      | Volkszählung |
| 2012 | 5087      | Volkszählung |
| 2024 | 5603      | Volkszählung |

Die Bevölkerungsdichte bei der letzten Volkszählung von 2024 betrug 3,1 Einwohner/km², der Alphabetisierungsgrad bei den über 15-Jährigen war von 79,4 Prozent (1992) auf 85,5 Prozent angestiegen. Die Lebenserwartung der Neugeborenen betrug 67,9 Jahre, die Säuglingssterblichkeit war von 7,6 Prozent (1992) auf 4,7 Prozent im Jahr 2001 zurückgegangen.
98,7 Prozent der Bevölkerung sprechen Spanisch, 22,8 Prozent sprechen Guaraní, 6,1 Prozent sprechen Quechua und 0,9 Prozent Aymara. (2001)
55,8 Prozent der Bevölkerung haben keinen Zugang zu Elektrizität, 25,3 Prozent leben ohne sanitäre Einrichtung (2001).
78,1 Prozent der 699 Haushalte besitzen ein Radio, 43,2 Prozent einen Fernseher, 39,1 Prozent ein Fahrrad, 3,9 Prozent ein Motorrad, 15,2 Prozent ein Auto, 23,2 Prozent einen Kühlschrank, und 2,9 Prozent ein Telefon. (2001)

## Politik
Ergebnis der Regionalwahlen (concejales del municipio) vom 4. April 2010:
| Wahlberechtigte |  | Stimmen | gültig |  | VERDES | F A    | MAS-IPSP |
| --------------- |  | ------- | ------ |  | ------ | ------ | -------- |
| 1.995           |  | 1.707   | 1.478  |  | 821    | 479    | 178      |
|                 |  | 70,5 %  | 86,6 % |  | 55,5 % | 32,4 % | 12,0 %   |

Ergebnis der Regionalwahlen (elecciones de autoridades políticas) vom 7. März 2021:
| Wahl- berechtigte |  | Wahl- beteiligung | gültige Stimmen |  | CREEMOS | MAS-IPSP | SOL    | MNR    | UNIDOS | ASIP   |
| ----------------- |  | ----------------- | --------------- |  | ------- | -------- | ------ | ------ | ------ | ------ |
| 3.030             |  | 2.321             | 2.100           |  | 1.015   | 799      | 142    | 80     | 41     | 23     |
|                   |  | 85,71 %           | 95,76 %         |  | 48,33 % | 38,05 %  | 6,76 % | 3,81 % | 1,95 % | 1,10 % |

## Gliederung
Das Municipio Boyuibe untergliederte sich bei der letzten Volkszählung von 2012 in die folgenden beiden Kantone (cantones):
- Cantón Boyuibe – 36 Gemeinden – 4.956 Einwohner
- Cantón Choroquetal – 2 Gemeinden – 131 Einwohner

## Ortschaften im Municipio
- Kanton Boyuibe
  - Boyuibe 3.401 Einw. – Laguna Camatindi 232 Einw. – Pueblo Nuevo 194 Einw.
- Kanton Choroquetal
  - Choroquetal 122 Einw.